# Gira de los Leones Británico-Irlandeses 1974
La Gira de los Leones Británicos e Irlandeses 1974 fue el 22 tour internacional de rugby de los europeos, que tuvo lugar en Sudáfrica desde el 15 de mayo al 27 de julio de 1974.
Fue la única visita de los Leones a los Springboks en los años 1970 y la décima histórica. Por entonces la nación africana aplicaba el apartheid y 10 años antes había iniciado el boicot deportivo con la prohibición del Comité Olímpico Internacional, por lo que la gira ocasionó polémica internacional y hoy es parte oscura del rugby.

## Plantel
El combinado estuvo integrado en su mayoría por los Dragones rojos que dominaban Europa en esa década y el entrenador fue el irlandés Syd Millar quien no tenía experiencia anterior como técnico.
|                        | Jugador           | Edad    | Posición      | Pruebas | Equipo                |
| ---------------------- | ----------------- | ------- | ------------- | ------- | --------------------- |
| Hookers y Pilares      |                   |         |               |         |                       |
|                        |                   | años    |               | x       |                       |
|                        |                   | años    |               | x       |                       |
| 1                      | Ian McLauchlan    | 32 años | Pilar         | 4       | West of Scotland F.C. |
|                        |                   | años    |               | x       |                       |
|                        |                   | años    |               | x       |                       |
|                        |                   | años    |               | x       |                       |
| Segundas líneas        |                   |         |               |         |                       |
| 4                      | Gordon Brown      | 26 años | Segunda línea | 2       | West of Scotland F.C. |
| 5                      | Willie McBride    | 34 años | Segunda línea | 13      | Ballymena R.F.C.      |
|                        | Chris Ralston     | 30 años | Segunda línea | 0       | Richmond Rugby Club   |
|                        | Roger Uttley      | 24 años | Segunda línea | 0       | Newcastle Falcons     |
| Alas y Octavos         |                   |         |               |         |                       |
|                        |                   | años    |               | x       |                       |
|                        |                   | años    |               | x       |                       |
|                        |                   | años    |               | x       |                       |
|                        |                   | años    |               | x       |                       |
|                        |                   | años    |               | x       |                       |
|                        |                   | años    |               | x       |                       |
|                        |                   | años    |               | x       |                       |
| Medios scrums          |                   |         |               |         |                       |
| 9                      | Gareth Edwards    | 27 años | Medio scrum   | 4       | Cardiff RFC           |
|                        | John Moloney      | 24 años | Medio scrum   | 0       | St Mary's College RFC |
| Aperturas y Centros    |                   |         |               |         |                       |
| 10                     | Phil Bennett      | 25 años | Apertura      | 0       | Llanelli RFC          |
|                        | Roy Bergiers      | 23 años | Centro        | 0       | Llanelli RFC          |
|                        | Geoff Evans       | 23 años | Centro        | 0       | Coventry RFC          |
|                        | Mike Gibson       | 31 años | Centro        | 12      | London Irish          |
| 13                     | Ian McGeechan     | 27 años | Centro        | 0       | Leeds Tykes           |
| 12                     | Richard Milliken  | 23 años | Centro        | 0       | Ulster Rugby          |
|                        | Alan Old          | 28 años | Apertura      | 0       | Leicester Tigers      |
| Fullbacks y Wings      |                   |         |               |         |                       |
|                        | Tom Grace         | años    | Wing          | x       |                       |
|                        | Andy Irvine       | 22 años | Fullback      | 0       | Heriot's Rugby Club   |
|                        | Alan Morley       | años    | Wing          | x       |                       |
|                        | Clive Rees        | años    | Wing          | x       |                       |
| 14                     | William Steele    | 27 años | Wing          | 0       | Bedford Blues         |
| 11                     | J. J. Williams    | 26 años | Wing          | 0       | Llanelli RFC          |
| 15                     | J. P. R. Williams | 25 años | Fullback      | 4       | Bridgend Ravens       |
| Entrenador: Syd Millar |                   |         |               |         |                       |

Forwards
| - Mike Burton - Sandy Carmichael | - Fran Cotton - Tommy David - Mervyn Davies - Ken Kennedy | - Stewart McKinney - Tony Neary | - Andy Ripley - Fergus Slattery - Bobby Windsor |

## Historia
Se realizaron la increíble cifra de 18 partidos de entrenamiento y los cuatro test–matches ante los Springboks. En esta gira Willie McBride el capitán de los Lions, creó la vergonzosamente célebre llamada 99, que por suerte solo se usó en esta ocasión de la historia.

### Frente a Namibia y Zimbabue
Como en 1968, jugaron contra Namibia (entonces África del Sudoeste) y Zimbabue (entonces República de Rodesia).
| 18 de mayo | África del Sudoeste | 16 – 23 | Leones | ¿?, Windhoek                               |  |
|            |                     |         |        | Asistencia: ¿? espectadores Árbitro(s): ¿? |  |

| 18 de junio | Rodesia | 6 – 42 | Leones | ¿?, Harare                                 |  |
|             |         |        |        | Asistencia: ¿? espectadores Árbitro(s): ¿? |  |

## Partidos de entrenamiento
En total fueron dieciséis (16) partidos.
| Fecha       | Rival           | Resultado |        | Lugar | Espectadores | Ciudad        |
| ----------- | --------------- | --------- | ------ | ----- | ------------ | ------------- |
| 15 de mayo  | Leopards        | 13 – 59   | Leones | ¿?    | ¿?           | Potchefstroom |
| 22 de mayo  |                 | –         | Leones | ¿?    | ¿?           |               |
| 25 de mayo  |                 | –         | Leones | ¿?    | ¿?           |               |
| 29 de mayo  |                 | –         | Leones | ¿?    | ¿?           |               |
| 1 de junio  |                 | –         | Leones | ¿?    | ¿?           |               |
| 4 de junio  |                 | –         | Leones | ¿?    | ¿?           |               |
| 11 de junio |                 | –         | Leones | ¿?    | ¿?           |               |
| 15 de junio | Golden Lions    | 15 – 23   | Leones | ¿?    | ¿?           | Johannesburgo |
| 27 de junio |                 | –         | Leones | ¿?    | ¿?           |               |
| 29 de junio |                 | –         | Leones | ¿?    | ¿?           |               |
| 3 de julio  | Griquas         | 16 – 69   | Leones | ¿?    | ¿?           | Kimberley     |
| 6 de julio  | Blue Bulls      | 12 – 16   | Leones | ¿?    | ¿?           | Pretoria      |
| 9 de julio  | Leopards SAARB  | 10 – 56   | Leones | ¿?    | ¿?           | East London   |
| 17 de julio | Border Bulldogs | 6 – 26    | Leones | ¿?    | ¿?           | East London   |
| 20 de julio | Sharks          | 6 – 34    | Leones | ¿?    | ¿?           | Durban        |
| 23 de julio | Falcons         | 10 – 33   | Leones | ¿?    | ¿?           | Springs       |

## Springboks
Entrenador: Alexander Kirkpatrick
Forwards
|  | - Hannes Marais |

Backs
|  |  |  |

## Pruebas
Primera fecha
| 8 de junio de 1974 | Sudáfrica    | 3 – 12 | Leones                             | Estadio Newlands, Ciudad del Cabo                                |                                                                  |
|                    | Drop: Snyman |        | Penales: (3) Bennett Drop: Edwards | Asistencia: 45.000 espectadores Árbitro(s): M. Baise (Sudáfrica) | Asistencia: 45.000 espectadores Árbitro(s): M. Baise (Sudáfrica) |

Segunda fecha
| 22 de junio de 1974 | Sudáfrica                      | 9 – 28 | Leones                                                                                            | Estadio Loftus Versfeld, Pretoria                                   |                                                                     |
|                     | Penales: Bosch (2) Drop: Bosch |        | Tries: , J. J. Williams Bennett Brown Milliken Conversión: Bennett Penal: Bennett Drop: McGeechan | Asistencia: 63.500 espectadores Árbitro(s): C. de Bruyn (Sudáfrica) | Asistencia: 63.500 espectadores Árbitro(s): C. de Bruyn (Sudáfrica) |

Tercera fecha
| 13 de julio de 1974 | Sudáfrica           | 9 – 26 | Leones                                                                                  | Estadio Boet Erasmus, Puerto Elizabeth                              |                                                                     |
|                     | Penales: Snyman (3) |        | Tries: Brown , J. J. Williams Conversión: Irvine Penales: (2) Irvine Drops: (2) Bennett | Asistencia: 55.000 espectadores Árbitro(s): C. de Bruyn (Sudáfrica) | Asistencia: 55.000 espectadores Árbitro(s): C. de Bruyn (Sudáfrica) |

Cuarta fecha
| 27 de julio de 1974 | Sudáfrica                       | 13 – 13 | Leones                                                 | Estadio Ellis Park, Johannesburgo                                |                                                                  |
|                     | Try: Cronjé Penales: Snyman (3) |         | Tries: Uttley Irvine Conversión: Bennett Penal: Irvine | Asistencia: 75.000 espectadores Árbitro(s): M. Baise (Sudáfrica) | Asistencia: 75.000 espectadores Árbitro(s): M. Baise (Sudáfrica) |